# Maserati MSG Racing
A Maserati MSG Racing egy monacói székhelyű autóverseny-csapat, amely a 2014 és 2022 között működött Venturi Grand Prix jogutódja.

## Története
2022 januárjában a Maserati bejelentette, hogy 2023-tól a Formula–E-ben fog csapatot indítani. Ezáltal – 60 év után először – fog indulni együléses versenysorozatban.
A Maserati sorozatba lépését elősegítette, hogy a Nemzetközi Automobil Szövetség engedélyezte az ún. "motorszabályokat", amelyek meghatározzák, hogy a csapatok milyen márkájú motorokat használhatnak. A Maserati is szerepelt ezen a listán.
2022 áprilisában bejelentették, hogy a Venturi Grand Prix ezen a néven megszűnik. A Monaco Sports Group vette át a csapat irányítását, és a Maseratit nevezte ki hivatalos motorbeszállítónak.
2022 novemberében bejelentették, hogy a két Maseratit Edoardo Mortara és Maximilian Günther fogja vezetni.